# Lavoux
Lavoux település Franciaországban, Vienne megyében. Lakosainak száma 1179 fő (2022. január 1.). Lavoux Bignoux, Bonnes, Jardres, Liniers, Saint-Julien-l’Ars és Sèvres-Anxaumont községekkel határos.

## Népesség
A település népességének változása:
| Lakosok száma | 1123 | 1159 | 1196 | 1180 | 1179 | 1185 | 1183 | 1181 | 1179 |
|               | 2013 | 2015 | 2016 | 2017 | 2018 | 2019 | 2020 | 2021 | 2022 |